# Dramlja
Dramlja je naselje v Občini Brežice. V vasi se nahajata cerkev sv. Andreja in cerkev sv. Duha.

## Prebivalstvo
Etnična sestava 1991:
- Slovenci: 81 (98,8 %)
- Hrvati: 1 (1,2 %)